# Eubergioides bertha
Eubergioides bertha är en fjärilsart som beskrevs av William Schaus 1896. Eubergioides bertha ingår i släktet Eubergioides och familjen påfågelsspinnare. Inga underarter finns listade i Catalogue of Life.